# 莉丝·勒格朗
莉丝·勒格朗（法語：Lise Legrand，1976年9月4日—），法国女子摔跤运动员。她曾代表法国参加2004年和2008年夏季奥林匹克运动会摔跤比赛，其中2004年奥运会获得一枚铜牌。